# John Cavendish
Sir John Cavendish (1346 – 5 giugno 1381) è stato un politico inglese, capostipite della famiglia Cavendish.
John Cavendish, proveniente dall'omonima cittadina nel Suffolk, discendeva dal normanno Robert de Gernon, a sua volta discendente del duca Rollone, vissuto sotto il regno di Enrico I e con interessi attorno all'abbazia di Gloucester. Il figlio, anch'egli chiamato Robert de Gernon, sposò l'erede di John Potton di Cavendish; Robert, ottenuto il controllo di numerose terre nel Sufflok, si trasferì proprio a Cavendish, divenendo il signore di quel territorio.
Uno dei fratelli di John, Roger Cavendish, fu uno degli antenati del noto esploratore Thomas Cavendish, chiamato il Navigatore.
Sir John si specializzò in legge ed ottenne la carica di Lord Chief Justice of England and Wales. Fu in seguito eletto Cancelliere dell'Università di Cambridge. Come Lord Chief Justice dovette affrontare e reprimere la rivolta dei contadini del 1381. Suo figlio John Cavendish uccise Wat Tyler, uno dei capi della rivolta.